# Weißensee (See in Kärnten)
Der Weißensee ist ein See in Kärnten am Fuß der Gailtaler Alpen nördlich von Hermagor. Er liegt auf 930 m ü. A. und ist damit der höchstgelegene der großen Kärntner Badeseen. Der weitaus größte Teil des Sees gehört zur Gemeinde Weißensee, das kurze Ostufer zur Gemeinde Stockenboi.

## Allgemeines
Der Weißensee ist 11,6 Kilometer lang; an der breitesten Stelle misst er 900 Meter, an seiner tiefsten 99 Meter. Mit einer Durchmischungstiefe von 40–60 m ist er ein meromiktisches Gewässer. Seine Fläche beträgt 6,5 Quadratkilometer und sein Einzugsgebiet umfasst 46 Quadratkilometer. Sein 23 Kilometer langes Ufer ist nur zu einem Drittel bebaut (Westteil des Sees sowie die Ortsee am Ostufer), der Rest steht unter Natur- und Landschaftsschutz.
Am Seeufer führt keine Durchgangsstraße entlang, nur ein schmaler, teils steiler Pfad verbindet den Ronacherfels (östliches Ende der Fahrstraße) mit dem Ostufer, welches ansonsten nur durch das Weißenbachtal von der Drautaler Seite her zugänglich ist.

## Geologie
Das Tal des Weißensees verläuft in Ost-West-Richtung und wurde während der Würmeiszeit von einem Seitenarm des Draugletschers ausgeschürft. Die Westmulde und der mittlere Teil des Sees sind flach und von Sumpfwiesen umgeben, die Ostmulde hingegen ist im Norden und Süden von steilen Felsen begrenzt, die sich unter Wasser fortsetzen. Dieser Bereich des Sees hat einen fjordähnlichen Charakter. Im Norden des heutigen Ostufers befindet sich der Silbergraben. Der Bach in diesem Graben nahm nach der Würmeiszeit Material mit ins Tal und versperrte im Laufe der Jahrtausende schließlich gänzlich das Tal. Hinter dieser natürlichen Talsperre im Gebiet des heutigen Ostufers sammelte sich im Laufe der Zeit immer mehr Wasser und der Weißensee entstand. Die unterschiedlichen Tiefen des Sees deuten ebenfalls auf diesen Prozess hin: Am Westende ist der See lediglich ca. fünf Meter tief. Nach Osten hin nimmt die Tiefe immer mehr zu und erreicht etwa 1,5 km vor dem Ostende die größte Tiefe von 99 Metern. Danach nimmt die Tiefe immer mehr ab, je näher man zu der natürlichen Talsperre am Ostufer gelangt.
Die den See umrahmenden Seekreide-Bänke, die dem Weißensee seinen Namen gaben, entstanden durch eingeschwemmte Kalkpartikel aus den umliegenden Bergen der südlichen Kalkalpen, durch Reste von Schneckenhäusern und durch biogene Entkalkung. Der See hat zwei dauerhaft wasserführende Zuflüsse, den Praditzbach am Westende sowie den Mühlbach bei Neusach, und wird zudem von mehreren unterirdischen Quellen gespeist. Am Ostufer befindet sich der Abfluss des Sees, der Weißenbach, der den Weißensee zur Drau hin entwässert.

## Ökologie
Der See gilt aufgrund seiner hervorragenden Wasserqualität (seit 1969 verhindert eine Ringkanalisation die Einleitung von Hausabwässern) als gutes Fischgewässer. Mit Sichttiefen von bis zu 6 Metern und einer Wasserqualität, die an die von Trinkwasser heranreicht, ist er ein ideales Badegewässer mit bis zu 24 °C Wassertemperatur. Zur Erhaltung der Wasserqualität ist die Nutzung von Verbrennungsmotoren auf dem See verboten, davon ausgenommen sind Linienschifffahrt, Polizei, Wasserrettung, Land- und Forstwirtschaft.
Schon seit dem Mittelalter ist der Weißensee für seine Seeforellen bekannt, in der Neuzeit wurde durch künstlichen Besatz mit anderen Fischarten wie Flussbarsch, Karpfen oder Hecht die Attraktivität als Angelgewässer gesteigert. Durch den entstehenden Konkurrenzdruck starben aber einige ursprüngliche Arten wie Gründling oder Elritze aus. Das Aussterben der Seeforelle wurde durch Besatzmaßnahmen verhindert – nicht zuletzt zur Erhaltung der touristischen Attraktivität des Sees.

## Tourismus

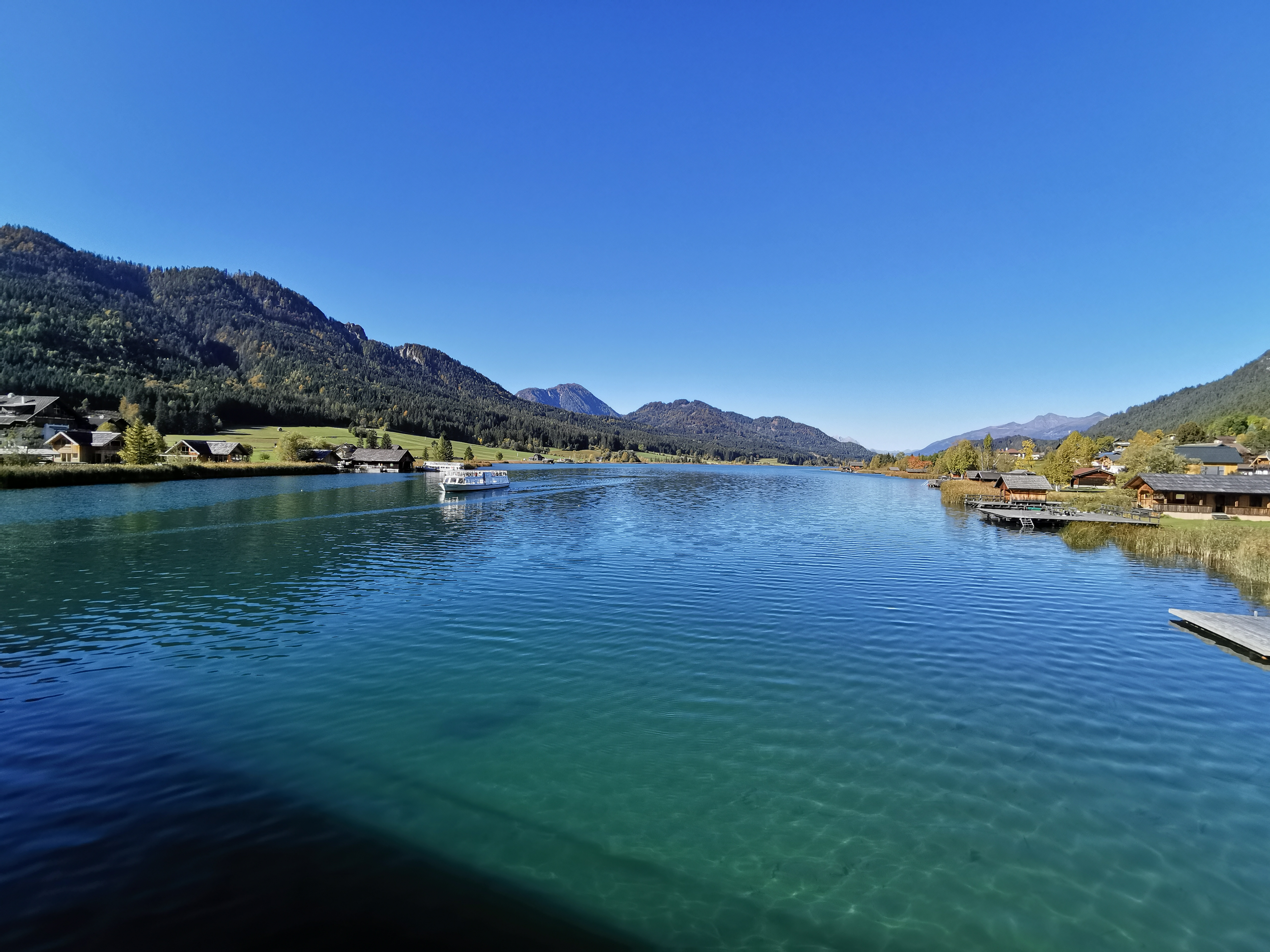
Weißensee / Kärnten

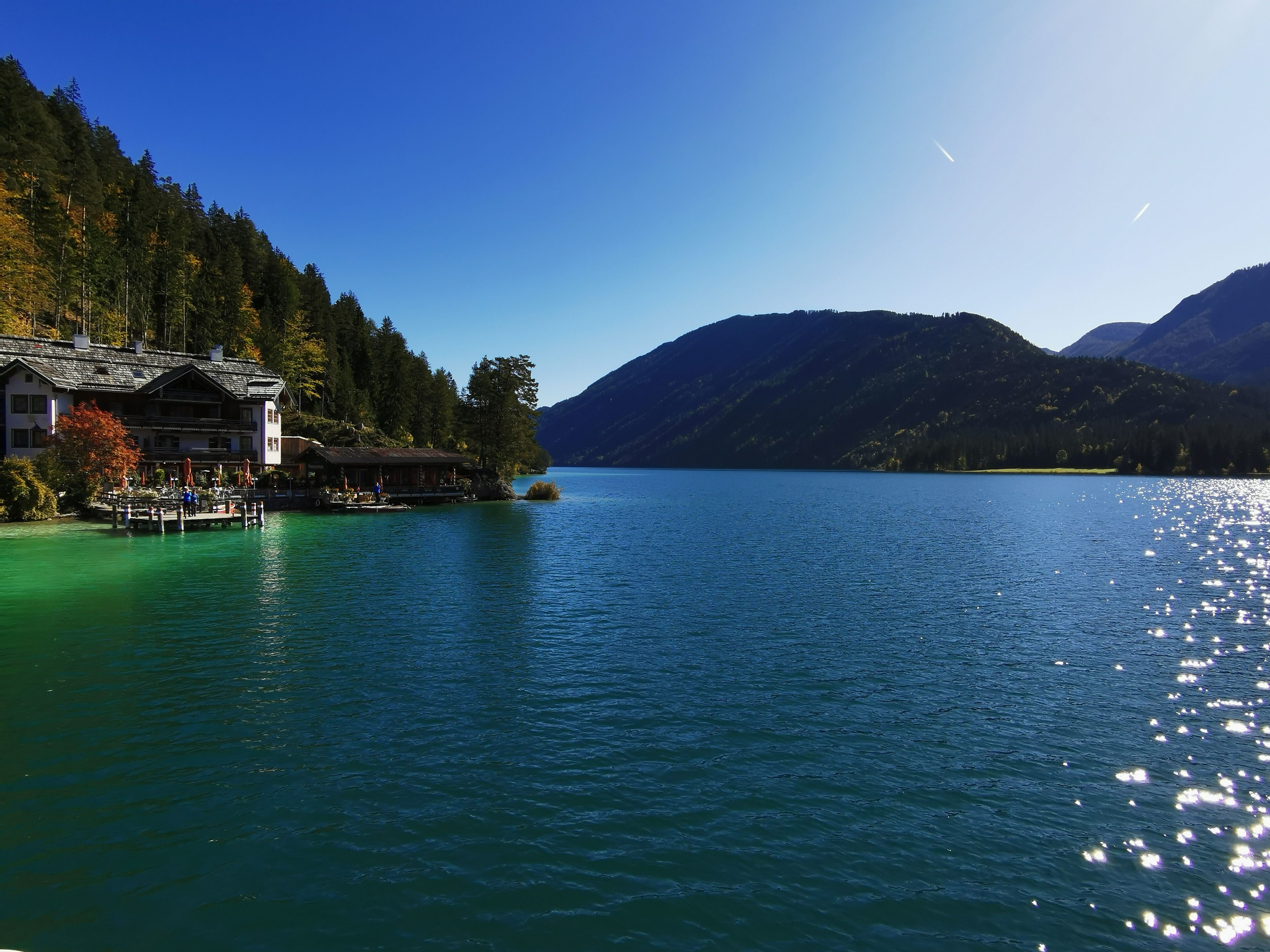
Weißensee / Kärnten

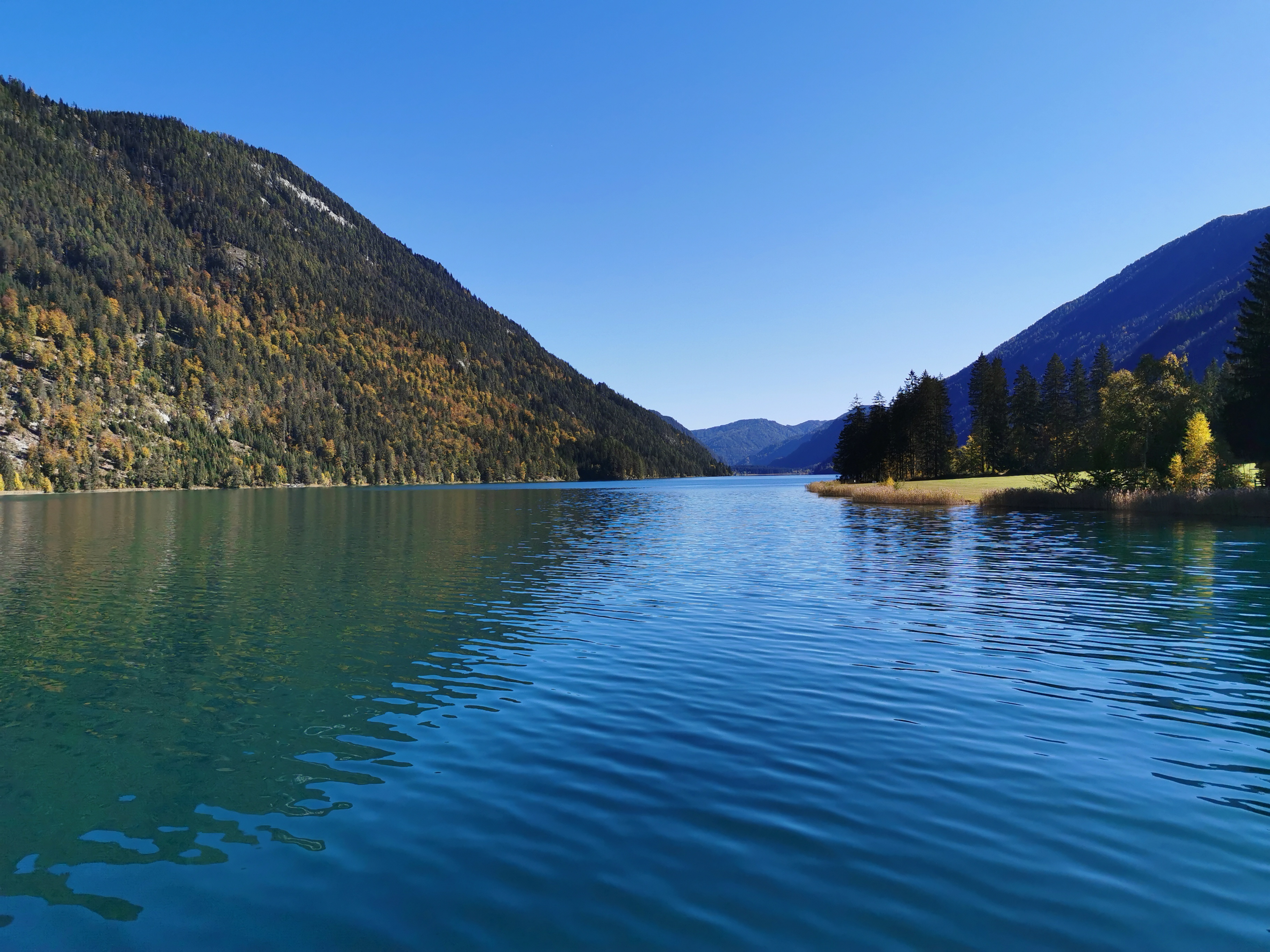
Weißensee / Kärnten

Den See umgibt ein mehrere hundert Kilometer langes Netz von Wander- und Mountainbike-Wegen aller Schwierigkeitsgrade. Einige Berggipfel (Latschur im Norden, Golz im Süden, Reißkofel im Westen) sind vom See aus über bewirtschaftete Almen und Hütten zu erreichen. Camping ist am Ostufer bei Stockenboi und am Westufer in Techendorf und Oberdorf möglich. Der See ist bei Sporttauchern ein beliebtes Reiseziel.
Die Weißensee-Brücke verbindet an der schmalsten Seestelle das Nord- mit dem Südufer und ist gleichzeitig Aussichtspunkt auf den West- und den Ostteil des Sees.
Im Winter bietet der See mit einer bis zu 58 Zentimeter dicken Eisdecke zwischen Dezember und März an rund 80 Tagen die größte Eisfläche der Alpen, die seit Ende der 1960er Jahre touristisch genutzt wird. Seit 1989 werden im Jänner auf der Natureislaufbahn Eislaufmarathons durchgeführt, eine Alternative Elfstedentocht der Niederländer, bei denen die klimatischen Bedingungen so eine Veranstaltung nicht mehr jedes Jahr auf ihren Kanälen erlauben. Die Eisdecke auf dem Weißensee ist hingegen oft so tragfähig, dass Holztransporte mit LKW über den See hinweg durchgeführt werden können. Die Elfstedentocht musste hier daher seit Beginn bis 2020 kein einziges Mal wetterbedingt abgesagt werden und so konnte 2006 der Vertrag mit den niederländischen Veranstaltern auf 100 Jahre verlängert werden. Bei Techendorf am Südufer des Sees gibt es ein kleines Skigebiet mit Sessellift und einigen Skipisten; rund um den See werden Langlaufloipen gespurt.

## Passagierschiffsfahrt
Zwei Unternehmen betreiben Passagierschifffahrt auf dem Weißensee mit den vier Schiffen MS Weissensee, MS Kärnten, MS Alpenperle und MS Austria. Die auf der Lux-Werft nahe Bonn gebaute Alpenperle ist das erste (Diesel-)Elektro-Hybrid-Schiff Österreichs. Die Taufe und die Jungfernfahrt erfolgten am 2. Mai 2015.

## Ereignisse
- Für den Film Immer die Radfahrer aus dem Jahre 1958 mit Heinz Erhardt und Hans-Joachim Kulenkampff wurden mehrere Szenen am Weißensee und in dessen Umgebung gedreht.
- Im Jahre 1986 wurden Szenen des Films James Bond 007 – Der Hauch des Todes am zugefrorenen Weißensee gedreht.
- Vom 23. bis 25. Februar 2007 fand im Weißensee die erste Eishockey-unter-Eis-Weltmeisterschaft statt.
- Am 7. und 8. Januar 2011 landeten im Rahmen des „Weissensee Fly-in 2011“ der Österreichischen Gebirgspilotenvereinigung etwa 30 Flugzeuge auf dem zugefrorenen Weißensee.[5]

## Bilder

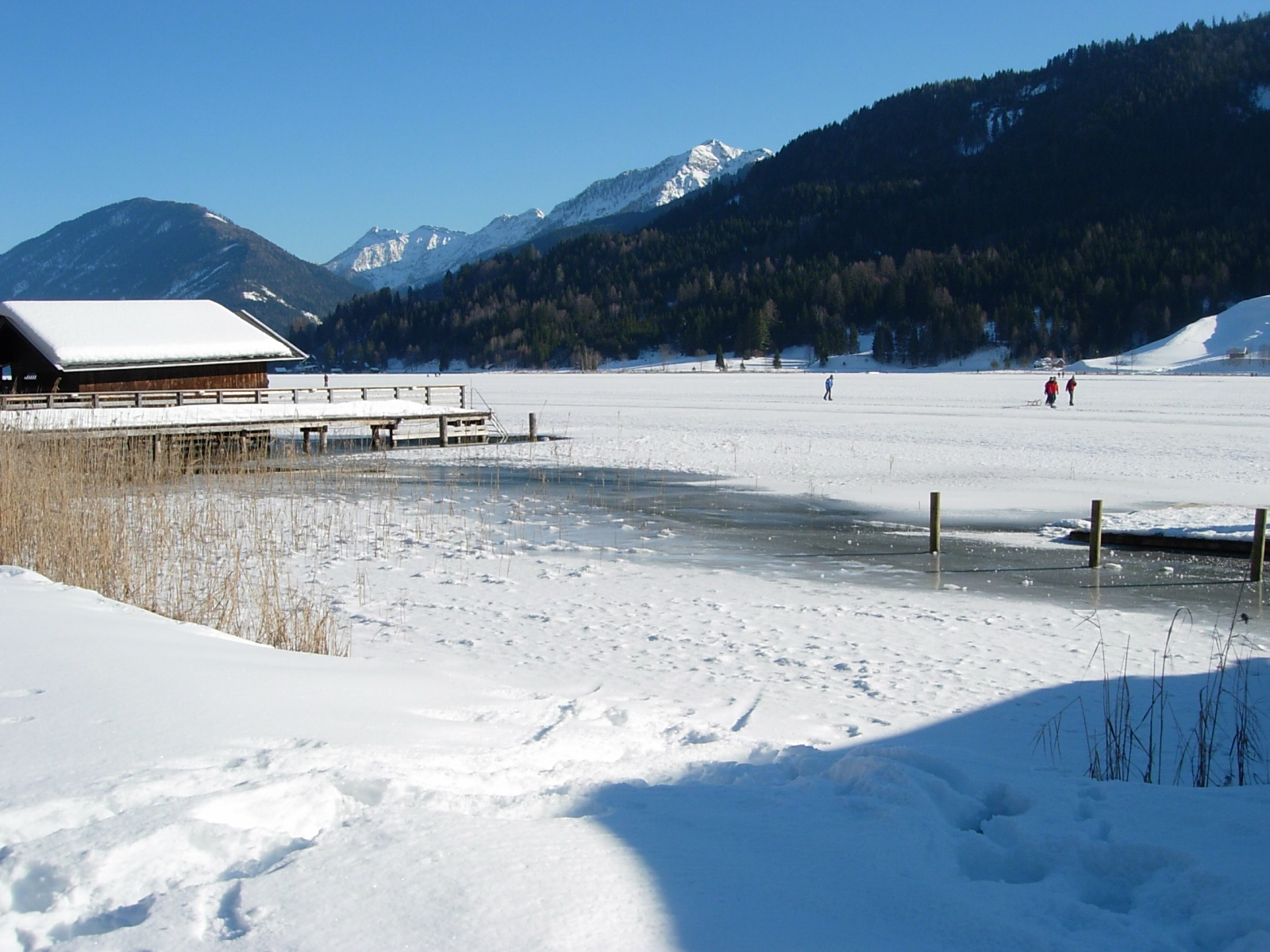
Der Weißensee im Winter (2006)
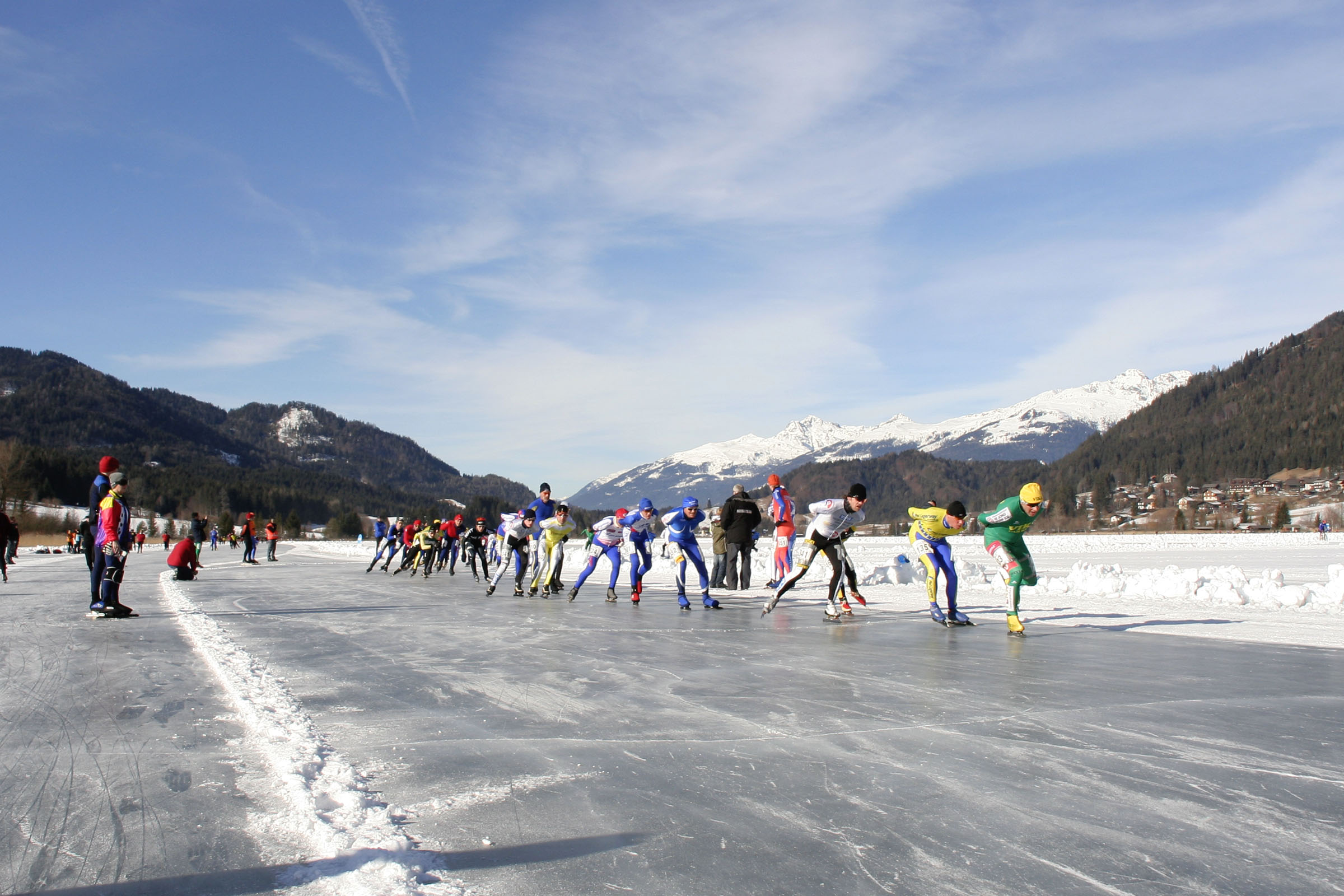
Alternative Alvestêdetocht (2008)
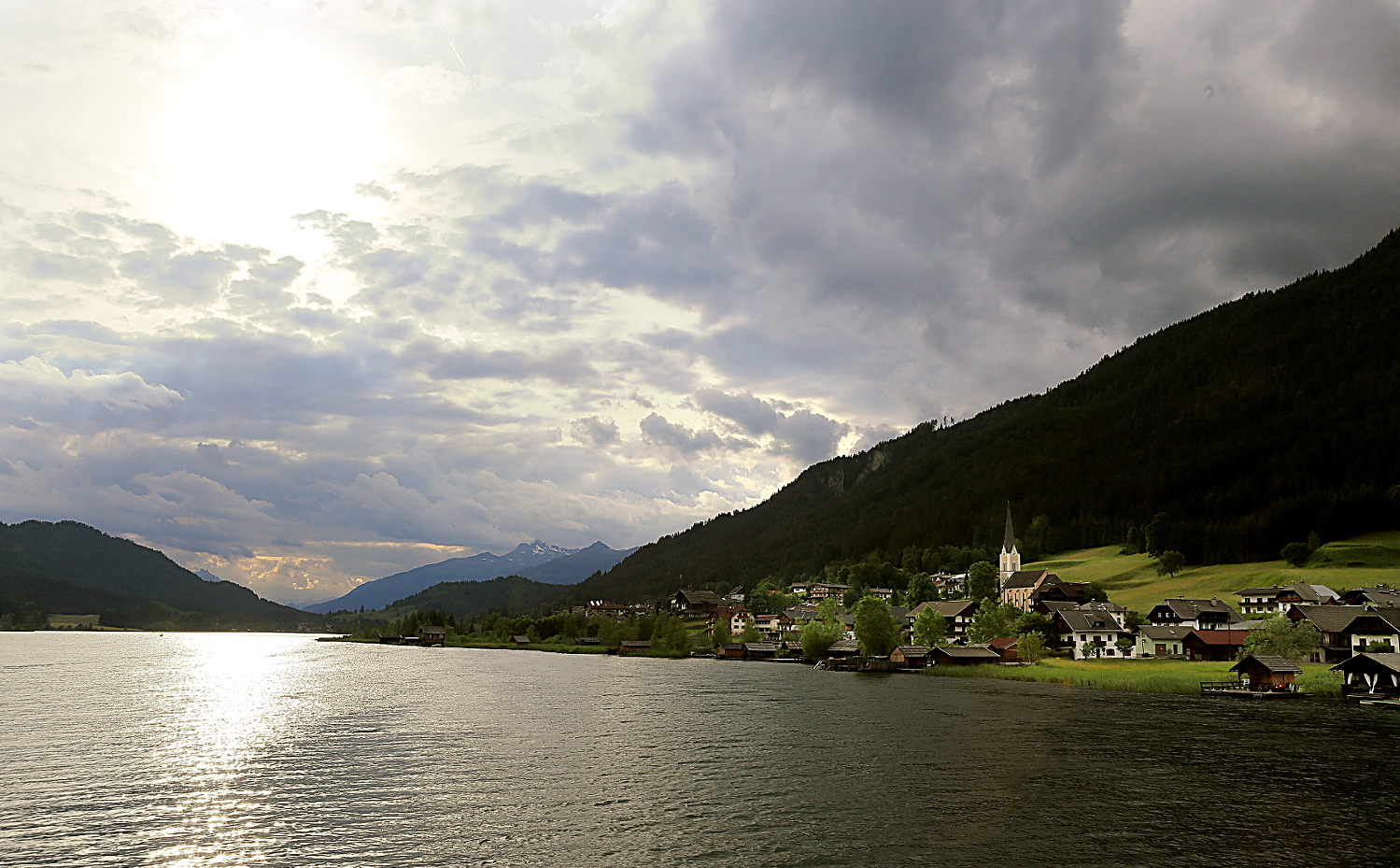
Blick von der Brücke
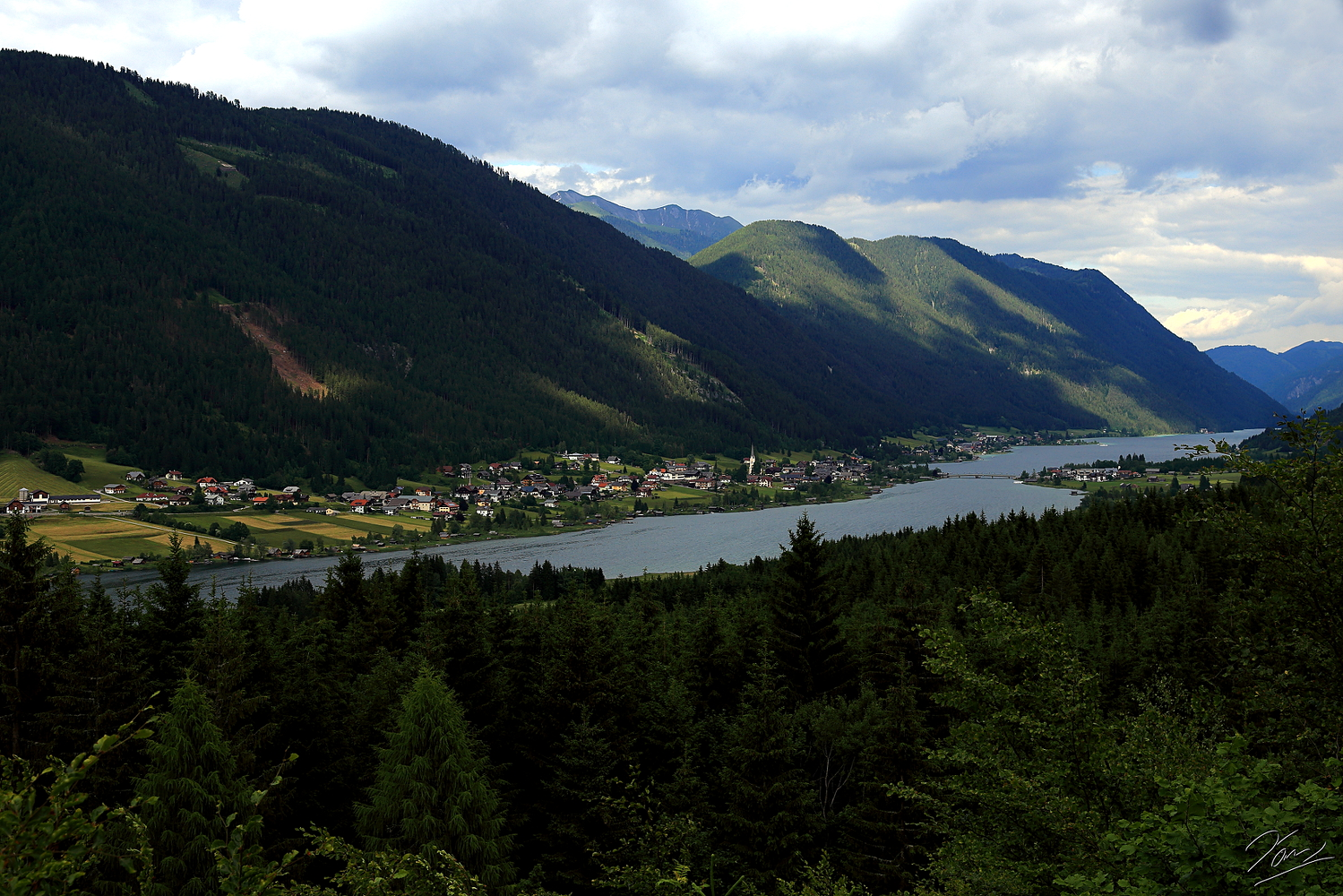
Ostteil des Sees